# Bergmann MG 15nA
A Bergmann MG 15nA foi uma metralhadora leve da Primeira Guerra Mundial produzida pela Alemanha começando em 1915. Ela usava fitas de 100 e 200 munições e utilizava um bipé, que permitia que a arma fosse montada em uma superfície plana para disparos mais precisos.

## Projeto e desenvolvimento
A metralhadora Bergmann usava um sistema de trava patenteado por Theodor Bergmann em 1901, juntamente com o princípio de operação de recuo curto. O sistema de travamento, no qual uma câmera move uma trava verticalmente na arma, não era diferente dos projetos das metralhadoras Browning. O projeto original, inspirado no padrão de 1910, era uma arma pesada terrestre equipada com uma manga de refrigeração a água. A arma foi então simplificada para uso tanto na infantaria quanto na aeronave. Para uso em aeronaves, o ferrolho era aliviado e o mecanismo acelerava de 500 tiros por minuto para 800. Para uso terrestre, esta arma foi adotada como Bergmann MG 15. A caixa da culatra da arma foi usinada e iluminada, apresentava uma coronha encaixada na ponta da arma. Foi-lhe dada um punho de pistola e um agrupamento de gatilho em vez de punho de pá, a pesada manga de resfriamento foi substituída por uma fina cobertura de cano perfurada e um bipé foi colocado na metade do cano.
O maior desenvolvimento da arma ocorreu no início de 1916, quando a Bergmann MG 15 foi convertida em uma segunda variação para espelhar o desenvolvimento da Maxim MG 08/15. O ferrolho foi desacelerado porque a original apresentava problemas de parada quando usado na função de solo. O bipé foi removido da frágil cobertura do cano e realocado logo à frente do punho da pistola usando uma montagem giratória que aceitava o bipé compartilhado entre as Bergmann e Maxim. Uma alça de transporte e novas miras também foram adicionadas. Quando esta variação foi adotada, ela foi chamada de Bergmann MG 15nA, sendo nA significa neuer Art ("novo modelo"). O antigo padrão foi então renomeado como Bergmann MG 15aA para alter Art ("modelo antigo"). A MG 15nA foi usada com muito mais frequência entre as forças imperiais alemãs do que a MG 15aA.

## Serviço
O uso da arma no campo de batalha foi significativo, mas não na extensão das Maxim. O Bergmann MG 15nA foi uma arma importante porque preencheu uma lacuna no arsenal alemão entre o fuzil e a metralhadora pesada. As únicas outras metralhadoras leves que o Exército Imperial Alemão colocou em campo antes da adoção do Bergmann foram as várias metralhadoras Madsen usadas pelos batalhões Musketen. Na Batalha do Somme de 1916, o Exército Alemão descobriu que precisava desesperadamente de uma arma para combater a metralhadora leve Lewis do Exército Britânico. As quantidades limitadas da Madsen apenas aumentaram a necessidade de uma metralhadora leve. A Alemanha não produziu nenhuma Madsen na Primeira Guerra Mundial e dependeu quase inteiramente de armamento capturado. As metralhadoras Madsen foram usadas entre uma mistura de exemplares capturados de um carregamento com destino à Bulgária e outros fornecidos pelos austríacos. O Exército Alemão, se recuperando da Batalha do Somme, encomendou cerca de 6.000 exemplares MG 15nA em novembro de 1916. Essas armas foram distribuídas para os Musketen e outros batalhões de infantaria antes que tropas suficientes pudessem ser treinadas na nova MG 15/08 no inverno/primavera de 1917. A maioria das MG 15nA foram, na verdade, entregues às frentes Oriental e da Palestina, onde o Corpo da Ásia alemão fez o uso mais significativo da arma. A limitação da arma era que seu cano refrigerado a ar superaqueceria após 250 tiros de fogo sustentado. Foram, portanto, agrupados em seções em que o posicionamento táctico permitia aos operadores abrir fogo alternadamente ou foram atribuídos a destacamentos móveis que não necessitavam de fogo prolongado e sustentado. Os Leichtmaschinengewehr Truppen (LMGt) alemães foram formados especificamente para a arma. A MG 15nA era uma arma geralmente confiável que serviu até a cessação da fabricação de armamento automático em 1919, sob o Tratado de Versalhes, mas o domínio da Maxim 08 durante a guerra fez com que ela nunca adquirisse muito entusiasmo por parte dos oficiais militares. A arma havia desaparecido na obscuridade na época da Segunda Guerra Mundial, embora algumas tenham sido usadas pelos republicanos durante a Guerra Civil Espanhola. Foi brevemente colocada de volta em serviço durante os últimos meses da Segunda Guerra Mundial na Europa por unidades alemãs da Volkssturm que careciam de equipamento moderno e eram pouco mais do que esquadrões suicidas destinados a montar uma última defesa sem esperança. A Alemanha Nazista estava usando todas as armas que tinham disponíveis durante a última parte da guerra devido à falha na produção e no reabastecimento.

## Operadores
- China: M1910 adquirida durante a era dos senhores da guerra[1]
- Império Alemão
- Império Otomano
- Letônia: 52 em estoque do Exército Letão em abril de 1936[2]
- Alemanha Nazista: usada pela Volkssturm
- República Espanhola